# المحفد (ذمار)
المحفد هي إحدى قرى الجمهورية اليمنية. وهي تتبع جغرافيًا لمحافظة ذمار. وإداريًا لمديرية الحداء عزلة كلبة مخدرة. يبلغ تعداد سكانها 1914 نسمة حسب الإحصاء الذي جرى عام 2004. سكان قرية المحفد يعملون في الزراعة في وادي قريتهم الخصب الذي يعتبر جزءا من وادي ضوران الكلبة. 

## التعليم
كل الذكور ونسبة قليلة من الإناث في القرية يلتحقون بالتعليم في مدرسة القرية (مدرسة كلبة المحفد الأساسية الثانوية). معظمهم يكملون الدراسة حتى الثانوية ولكن القليل منهم من يلتحق بالجامعة.

## المحاصيل الزراعية[2]
1. الخضروات بكل أنواعها مثل الطماطم، البطاطس، ، البصل،  الخيار، الباميا، الكرث، الكوسة، البسابس،الباذنجان، الفجل، الملفوف، البيبار وغيرها.
2. الحبوب بكل أنواعها مثل القمح، الذرة الشامية، الذرة الرفيعة بنوعيها، الشعير وغيرها.
3. بعض أنواع الفواكه مثل الخوخ، الفرسك، التين، التين الشوكي، التفاح، البرقوق.
4. البقوليات مثل العدس والحلبة ز
5. المحاصيل النقدية (شجرة القات). حيث انتشرت زراعة شجرة القات في قرية المحفد وما حولها بصورة كبيرة مما أثر على زراعة المحاصيل الأخرى خصوصا بعد العام 2010م .

## الرعي
عدد قليل من سكان القرية يعملون في الرعي وتربية الحيوانات مثل الأغنام والأبقار والإبل.